# Kazimierz Otap
Kazimierz Otap (né le 29 août 1920 à Czaje en Pologne - mort le 26 février 2006 à Płock) est un soldat de la 1re division d'infanterie polonaise.

## Seconde Guerre mondiale
En 1943 il rejoint la 1re division d'infanterie polonaise. En 1945 il participe à la bataille de Berlin. Le 2 mai, accompagné de cinq camarades de son peloton commandé par le lieutenant Jabłoński, sous le feu ennemi, il accroche le drapeau polonais sur la Siegessäule (colonne de la victoire).